# Florent Sinama-Pongolle
Florent Sinama-Pongolle (ur. 20 października 1984 w Saint-Pierre na wyspie Reunion) – piłkarz francuski grający na pozycji skrzydłowego lub napastnika. Nosi przydomek boiskowy "Flo".

## Kariera klubowa
Sinama-Pongolle urodził się na wyspie Reunion, ale piłkarską karierę zaczynał już we Francji, w tamtejszym porcie Hawr. Trafił do bardzo znanej szkółki piłkarskich talentów przy klubie Le Havre AC. Do pierwszego zespołu trafił już w wieku 17 lat, razem ze swoim kuzynem, rówieśnikiem, Anthonym Le Tallec. Nim obaj zadebiutowali w Ligue 2, zostali wykupieni przez angielski Liverpool latem 2001. Jednak nie mieli żadnych szans na grę w Liverpoolu, była to raczej inwestycja na przyszłość, toteż obaj zostali wypożyczeni przez menedżera Gérarda Houlliera do Le Havre. Florent w całym sezonie rozegrał 10 meczów i zdobył swoje pierwsze 2 gole w profesjonalnym futbolu, a jego drużyna z czwartego miejsca zdołała awansować do Ligue 1. Sinama-Pongolle w Ligue 1 zadebiutował już w 1. kolejce sezonu 2002/2003, 3 sierpnia 2002 w wygranym 2:1 wyjazdowym meczu z OGC Nice. Natomiast już w trzecim swoim meczu w pierwszej lidze zdobył gola – 17 sierpnia w 43. minucie wyjazdowego meczu z RC Strasbourg wykorzystał rzut karny. Ogółem w całym sezonie Sinama-Pongolle rozegrał 31 ligowych meczów, w których zdobył 5 bramek.
Po sezonie razem z Le Tallec w końcu trafili na dłużej do Liverpoolu. W Premier League Florent zadebiutował 18 października 2003 roku w przegranym 0:1 wyjazdowym meczu z Portsmouth, a już tydzień później zdobył swojego premierowego gola w wygranym 3:1 meczu z Leeds United. Jednak nie miał zbyt dużych szans na grę w pierwszym składzie, a konkurencja w ataku LFC była naprawdę duża. Wystarczy wymienić takie nazwiska jak: Michael Owen, Emile Heskey, El Hadji Diouf czy Milan Baroš. Przez cały sezon rozegrał 15 meczów (przede wszystkim jako zmiennik) i zdobył 2 bramki. Podobnie było w kolejnym sezonie (2004/2005), w którym także rozegrał 15 meczów i także zdobył 2 gole dla liverpoolskiego klubu. Za to może czuć się pełnoprawnym zdobywcą Pucharu Mistrzów, kiedy to Liverpool pokonał po rzutach karnych A.C. Milan. W drodze do tego triumfu Sinama-Pongolle miał i swój udział – zagrał 4 mecze i zdobył 1 gola (w meczu z Olympiakosem Pireus). W sezonie 2005/2006 w barwach "The Reds" Florent rozegrał tylko rundę jesienną. Jednak może czuć się zdobywcą Pucharu Anglii, do zdobycia którego przyczynił się zwłaszcza w meczu 3. rundy przeciwko Luton Town, kiedy to zdobył 2 bramki, a Liverpool ze stanu 1:3 doprowadził do stan 5:3 i awansował do dalszej rundy. Na wiosnę menedżer klubu Rafael Benítez zdecydował się wypożyczyć Florenta do innego pierwszoligowca, Blackburn Rovers. Jednak była to nieudana runda. Rozegrał 10 meczów i zdobył 1 gola w przegranym meczu z Tottenhamem Hotspur.
30 sierpnia 2006 Sinama-Pongolle podpisał roczny kontrakt z beniaminkiem hiszpańskiej Primera División, Recreativo Huelva, do którego został wypożyczony z Liverpoolu. W swoim pierwszym sezonie w Primera División zdobył 11 bramek w 32 meczach, pomagając Recreativo w zajęciu najlepszego w historii klubu, ósmego miejsca. 4 maja 2007 Recreativo wykupiło Pongolle'a z Liverpoolu za 4 miliony Euro, podpisując z Francuzem czteroletni kontrakt. Po kolejnym udanym sezonie, w którym Florent zdobył 10 bramek (w 33 spotkaniach), tym razem pomagając klubowi z Huelvy utrzymać się w lidze (16. miejsce) zapragnęło go mieć w swoim składzie Atlético Madryt, szykujące się do startu w Lidze Mistrzów. 3 lipca 2008 roku Sinama-Pongolle podpisał czteroletni kontrakt z Atletico, a konto Recreativo zasiliła suma zbliżona do 10 milionów Euro.
Pod koniec 2009 piłkarz uzgodnił warunki przejścia do portugalskiego Sportingu CP. Kwota transferu wyniosła 6,5 miliona euro. W 2010 roku został wypożyczony do Saragossy. Z kolei w sezonie 2011/2012 grał na wypożyczeniu w AS Saint-Étienne.
Latem 2012 roku Sinama-Pongolle przeszedł do FK Rostów. W 2014 odszedł do Chicago Fire. W pierwszej połowie 2015 roku był piłkarzem Lausanne Sports, a w drugiej połowie przeszedł do Dundee United.
| Sezon   | Klub                    | Kraj              | Rozgrywki           | Mecze | Bramki | Rozgrywki Europy   | Mecze | Bramki |
| ------- | ----------------------- | ----------------- | ------------------- | ----- | ------ | ------------------ | ----- | ------ |
| 2001/02 | Le Havre AC             | Francja           | Division 2          | 10    | 2      | -                  | -     | -      |
| 2002/03 | Le Havre AC             | Francja           | Ligue 1             | 31    | 5      | -                  | -     | -      |
| 2003/04 | Liverpool               | Anglia            | Premier League      | 15    | 2      | Liga Europy UEFA   | 3     | 0      |
| 2004/05 | Liverpool               | Anglia            | Premier League      | 15    | 2      | Liga Mistrzów UEFA | 4     | 1      |
| 2005/06 | Liverpool               | Anglia            | Premier League      | 7     | 0      | Liga Mistrzów UEFA | 4     | 1      |
| 2005/06 | Blackburn Rovers (wyp.) | Anglia            | Premier League      | 10    | 1      | -                  | -     | -      |
| 2006/07 | Recreativo Huelva       | Hiszpania         | Primera División    | 32    | 11     | -                  | -     | -      |
| 2007/08 | Recreativo Huelva       | Hiszpania         | Primera División    | 33    | 10     | -                  | -     | -      |
| 2008/09 | Atlético Madryt         | Hiszpania         | Primera División    | 30    | 5      | Liga Mistrzów UEFA | 9     | 0      |
| 2009/10 | Atlético Madryt         | Hiszpania         | Primera División    | 10    | 0      | Liga Mistrzów UEFA | 3     | 0      |
| 2009/10 | Sporting CP             | Portugalia        | Primeira Liga       | 1     | 1      | -                  | -     | -      |
| 2010/11 | Real Saragossa (wyp.)   | Hiszpania         | Primera División    | 24    | 4      | -                  | -     | -      |
| 2011/12 | AS Saint-Étienne (wyp.) | Francja           | Ligue 1             | 23    | 4      | -                  | -     | -      |
| 2012/13 | FK Rostów               | Rosja             | Priemjer-Liga       | 7     | 1      | -                  | -     | -      |
| 2013/14 | FK Rostów               | Rosja             | Priemjer-Liga       | 8     | 1      | -                  | -     | -      |
| 2014    | Chicago Fire            | Stany Zjednoczone | Major League Soccer | 7     | 1      | -                  | -     | -      |

Stan na: koniec sezonu 2014/2015

## Kariera reprezentacyjna
Sinama-Pongolle zadebiutował w reprezentacji Francji 14 października 2008 podczas wygranego 1:0 towarzyskiego meczu z Tunezją. Był to jak do tej pory jego jedyny występ w drużynie narodowej, której miał być wielką nadzieją. Pierwszy raz świat o nim usłyszał podczas Młodzieżowych Mistrzostw Europy Under-16, a także Młodzieżowych Mistrzostw Świata Under-17, na których to Francuzi wywalczyli mistrzostwo świata, a Florenta uznano najlepszym graczem turnieju. Z Francją zagrał także na Mistrzostwach Europy w kategorii Under-21 rozegranych w Portugalii, tam jednak Francuzi z Pongollem w składzie odpadli w półfinale z późniejszym zwycięzcą, Holandią.

## Sukcesy
- Młodzieżowe mistrzostwo Świata Under-17: 2001
- Puchar Mistrzów: 2005
- Superpuchar Europy: 2006
- Community Shield: 2006
- Złota Piłka dla najlepszego piłkarza MMŚ U-17: 2001
- Złoty But dla najlepszego strzelca MMŚ U-17: 2001.